# Liste der Baudenkmale in Bad Iburg
In der Liste der Baudenkmale in Bad Iburg sind alle Baudenkmale der niedersächsischen Gemeinde Bad Iburg aufgelistet. Die Quelle der Baudenkmale ist der Denkmalatlas Niedersachsen. Der Stand der Liste ist der 5. September 2022.
Der Denkmalatlas ist in diesem Bereich noch nicht vollständig und wird in Zukunft weiter ausgebaut.

## Allgemein
In den Spalten befinden sich folgende Informationen:
- Lage: die Adresse des Baudenkmales und die geographischen Koordinaten. Kartenansicht, um Koordinaten zu setzen. In der Kartenansicht sind Baudenkmale ohne Koordinaten mit einem roten Marker dargestellt und können in der Karte gesetzt werden. Baudenkmale ohne Bild sind mit einem blauen Marker gekennzeichnet, Baudenkmale mit Bild mit einem grünen Marker.
- Bezeichnung: Bezeichnung des Baudenkmales
- Beschreibung: die Beschreibung des Baudenkmales. Unter § 3 Abs. 2 NDSchG werden Einzeldenkmale und unter § 3 Abs. 3 NDSchG Gruppen baulicher Anlagen und deren Bestandteile ausgewiesen.
- ID: die Objekt-ID des Baudenkmales
- Bild: ein Bild des Baudenkmales, ggf. zusätzlich mit einem Link zu weiteren Fotos des Baudenkmals im Medienarchiv Wikimedia Commons. Wenn man auf das Kamerasymbol klickt, können Fotos zu Baudenkmalen aus dieser Liste hochgeladen werden:

| Lage                                     | Bezeichnung                           | Beschreibung | ID       | Bild           |
| ---------------------------------------- | ------------------------------------- | --- | -------- | -------------- |
| Schloß Iburg 1 52° 9′ 28″ N, 8° 2′ 33″ O | Schloss- und Klosterkomplex Bad Iburg | Schloss Iburg liegt östlich der Stadt auf einer Anhöhe. Sie ist eine Doppelanlage, mit Schloss als Bischofsresidenz westlich und Kloster östlich, gruppiert um zwei Binnenhöfe und Klosterkirche. Fragmente dieser Zeit sind im Mauerwerk der Klosterkirche, Gewölbeteile des Nordwestflügels und Reste des Bergfriedes erhalten. Ausbau der Burg im 16. Jh. zu einer vierflügeligen Schlossanlage als ständige bischöfliche Residenz. Aus dem 16. Jh. stammt auch der zweieinhalbgeschossige Ständer-/Stockwerksbau nördlich, der die Wohnung des Burggrafen und die Apotheke beherbergte. Neubauten und künstlerische Ausstattung erfolgten 1652–58 unter Bischof Franz Wilhelm Graf von Wartenberg durch den Architekten J. Krafft, darunter der Saal mit früher perspektivischer Decke von 1656/58 von Maler Andrea Aloisi Galanini. Der Torpflügel südlich mit evangelischer Schlosskapelle für Fürstbischoff Ernst August I. von 1664. Östlich das ehemalige Benediktinerkloster mittelalterlichen Ursprungs. Oratorium mit spätgotischem Fresko, Schmerzensmann und Rankenmalerei, sowie im Durchgang zum Kreuzgang eine Holzdecke in Kammtechnik von 1595. 1750/55 umfangreicher Neubau eines zweigeschossigen Klosters unter Abt Hahne nach Plänen von Johann Conrad Schlaun, mit repräsentativem Ostflügel mit Mittelrisalit sowie langgestreckten Nord- und Südflügel. Der Nordflügel mit mehrgeschossigem Treppenhaus mit doppelläufiger Freitreppe. Im Inneren weiterhin Stuckdecken von J. Geitner erhalten. | 35463419 | Weitere Bilder |
| Schloß Iburg 52° 9′ 25″ N, 8° 2′ 34″ O   | Garten                                | Zum Schloss- und Klosterkomplex gehörige Garten- und Außenanlagen mit gestalteten Gartenquartieren auf gefassten Terrassen, wie dem Abtsgarten östlich unterhalb des Klosters gelegen und dem so genannten Krautgarten südlich außerhalb der inneren Befestigung angeordnet. Beide heute in der Grundstruktur erhalten, jedoch mittels einer zeitgenössischen Gestaltung weiterentwickelt. Der Bereich der Schlosszufahrt im Süden ebenfalls durch hohe Fangmauern terrassiert. Hier Baumreihe aus Winterlinden (Tilia cordata) von beeindruckendem Alter. Auf mittlerer Ebene erstreckt sich im Norden, Westen und Süden eine schmale von hohen Mauern gebildete Terrasse, die ursprünglich lange Zeit intensiv gärtnerisch genutzt wurde. Die Gesamtanlage ruht auf dem Burgberg, dessen Hänge heute als Grünanlage gestaltet ist, die auf den Charakter der Wehrburg Rücksicht nimmt. | 35464470 |                |